# 哈德姆·錫南帕夏
哈德姆·錫南帕夏（—1517年1月22日，宦官锡南帕夏），也被称为“锡南-帕夏·博罗维尼奇”，奥斯曼帝國政治家，曾在1516年4月26日至1517年1月22日出任大維齊爾。

## 生平

### 出身和早年
哈德姆·锡南帕夏出身波斯尼亚的博罗维尼奇家族，原为基督徒。后来被带到伊斯坦布尔，并在奥斯曼内宫长大，曾受过阉割，名字中的“哈德姆”就是指他宦官的身份。
根据Ragusan记载，博罗维尼奇家族来自东波斯尼亚。他的祖先特夫尔特科·博罗维尼奇（fl. 1417–1446）与其服务的波斯尼亚亲王拉多斯拉夫·帕夫洛维奇关系亲密。

### 桑贾克贝伊
1496年12月，他被人名为波斯尼亚桑贾克贝伊。1504年至1506年，他担任黑塞哥维那桑贾克贝伊。在1507年到1508年，他扩建了黑塞哥维那首任桑贾克贝伊另一个锡南帕夏于1473年建造的莫斯塔尔清真寺。后来他又在1506年到1513年担任斯梅代雷沃桑贾克贝伊。

### 贝勒贝伊和大维齐尔
1514年，他被任命为安納托利亞的高級總督“贝勒贝伊”。在与萨非波斯的查尔迪兰战役中，锡南帕夏负责率右翼攻打伊斯梅爾一世。戰後，他任命为魯米利亞的贝勒贝伊，虽同为贝勒贝伊，但这一职务比之前的显赫的多。他接下来的任务是征服位于现在土耳其南部的杜勒卡迪尔。他在图尔纳达战役中击败了杜勒卡迪尔君主博兹库尔特贝伊，征服该国之后的1516年4月25日，塞利姆一世将其任命为帝国宰相“大维齐尔”。
锡南是塞利姆一世最喜欢的大维齐尔，曾陪同征战叙利亚和埃及。他曾于1516年10月28日在今巴勒斯坦加沙附近的汗尤尼斯击败了埃及马穆鲁克的军队。1517年1月22日，他又参加了在埃及进行的里達尼亞戰役。根据奥斯曼帝国的战争传统，苏丹一般坐守指挥部，但在这次战役中，塞利姆一世决定亲自率军包围马穆鲁克而让锡南留守中帐，这一计划成功了，马穆鲁克最后被奥斯曼军队击败。但是在战斗结束之前，一支由埃及苏丹圖曼貝伊二世率领的骑兵突袭了奥斯曼的中帐，并将锡南帕夏当作苏丹杀死了。战后塞利姆一世非常悲伤，他说“我们赢得了战争，但我们失去了锡南”。

## 家庭
哈德姆·锡南帕夏娶了苏丹巴耶济德二世的一个女儿。